# Зориотар
Зориотар (чечен. Зори-Отар) — село в Новолакском районе Дагестана, Россия. 1944—2013 гг. носило наименование Дучи. Является административным центром Барчхойотарского сельского поселения.

## Географическое положение
Село расположено к юго-западу от города Хасавюрт на берегу реки Ямансу.

## История
Зори — собственное имя первопоселенца-чеченца.
Село образовано в 1944 году после выселения чеченцев путём объединения чеченских сёл Дзури (Даури, Зори-Отар, Зурай) и Зандак (Зондах).

СПРАВКА по вопросу о реорганизации Ауховского района
Ауховский район образован согласно Указу Президиума Верховного Совета РСФСР от 5 октября 1943 г. путём выделения из Хасавюртовского района части территории со сплошным населением чеченцев.
В данное время Ауховский район заселен колхозниками из Лакского и Кулинского районов по национальности — лакцами; только в двух сельских Советах, граничащих с Казбековским районом Акташ-Ауховском и Юрт-Ауховском поселились аварцы.
В связи с заселением района новым составом населения необходимо провести следующие мероприятия:
1. Все населённые пункты и район наименованные на чеченском языке переименовать:
1) Ауховский район наименовать — Бериевским.
2) с. Алты-Мурза-Юрт наименовать с. Ново-Чуртах, с. Алты-Мурза-Юртовский сельский Совет Ново-Чуртахским.
3) с. Бильт-Аул наименовать с. Тухчар, а Бильтаульский сельский Совет Тухчарским.
4) с. Минай-Тогай наименовать с. Гамиах, а Минай-Тогайский сельский Совет Гамиахским.
5) с. Даури и Зандах того же сельсовета объединить и наименовать с. Дучи.
6) с. Барцой того же сельсовета наименовать с, Ницовкра.
7) с. Ярыксу- Аух наименовать с. Ново-Лакское, а Ярыксу-ауховский сельский Совет Новолакским.
8) с. Кишень-Аух наименовать с. Чапаевка, а Кишень-ауховский сельский Совет Чапаевским.
9) с. Банай-Аул наименовать с. Берия-Аул, а Банай-аульский сельский Совет Берияаульским.
10) с. Банай-Юрт того же сельсовета наименовать с. Ахар.
11) с. Ямансу того же сельсовета наименовать с. Шушия.
12) с. Акташ-Аух наименовать с. Сталин-Аул, а Акташауховский сельский Совет Сталинским.
13) с. Юрт-Аух наименовать с. Калинин-Аул, а Юртауховский сельский Совет Калининаульским.
…..
Зав. инф. Стат. Отд. Президиума Верховного Совета ДАССР В.Яковлев
20 мая 1944 года г. Махачкала.
Источник: ГАРФ, фА.385, оп.11, д.309, л.12-Ц.
Во время депортации чеченцев в 1944 году в Среднюю Азию аул выслан и переименован в Дучи, а на место прежних жителей переселены лакцы из сёл: Дучи, Сундараги, Марки, Гаркассун Лакского района.

## Население
| 1926 | 1939 | 1959 | 1970 | 2002 | 2010  | 2021 |
| ---- | ---- | ---- | ---- | ---- | ----- | ---- |
| 94   | ↗202 | ↗280 | ↗291 | ↗444 | ↗1104 | ↘544 |

Национальный состав по переписи 2002 г.: чеченцы — 32 %, лакцы − 64 %.
По данным Всероссийской переписи населения 2010 года:
| № | Национальность | Численность, чел. | Доля |
| - | -------------- | ----------------- | ---- |
| 1 | чеченцы        | 407               | 37 % |
| 2 | лакцы          | 646               | 59 % |
| 3 | другие         | 51                | 4 %  |

## Образование
- Дучинская муниципальная средняя общеобразовательная школа № 1[16].
- Дучинская муниципальная средняя общеобразовательная школа № 2[17].

- Зори-Отар
- Зори-Отар
- Зори-Отар